# Abbott Lawrence Lowell
Abbott Lawrence Lowell (Boston, 13 de diciembre de 1856-Boston, 6 de enero de 1943) fue un profesor estadounidense, historiador y presidente de la Universidad Harvard de 1909 a 1933. 
Entre los hermanos de Abbot se encontraban el poeta Amy Lowell, el astrónomo Percival Lowell (Harvard 1876), y la activista del cuidado prenatal Elizabeth Lowell Putnam. Eran los tataranietos de John Lowell (Harvard 1760) y por el lado materno, nietos de Abbott Lawrence. Fue además sobrino bisnieto de Francis Cabot Lowell.

## Biografía
A. Lawrence fue el segundo hijo de Augustus Lowell y Katherine Bigelow Lowell, nació en Brookline, Massachusetts. Los Lowell, una prominente familia de Boston, nombró su propiedad de 10 acres en Brookline Sevenels debido a que tuvieron siete hijos.
Lowell se graduó de Noble and Greenough School en 1873 para posteriormente asistir a Harvard College. Se graduó en 1877 con los más altos honores en matemáticas y de la Escuela de Derecho de Harvard en 1880. Practicó leyes de 1880 a 1897 asociado con su primo Francis Cabot Lowell, con quien escribió Transfer of Stock in Corporations en 1884.